# Bien de interés cultural (España)
Bien de interés cultural (también conocido por sus siglas BIC) es una figura jurídica de reconocimiento y protección del patrimonio histórico español, tanto mueble como inmueble. A fecha de 2017 había 30.400 bienes declarados en el registro, de los cuales aproximadamente la mitad eran bienes inmuebles (mayoritariamente monumentos) y la otra mitad bienes muebles (mayoritariamente pinturas y dibujos).

En el seno del Patrimonio Histórico Español, y al objeto de otorgar una mayor protección y tutela, adquiere un valor singular la categoría de Bienes de Interés Cultural, que se extiende a los muebles e inmuebles de aquel Patrimonio que, de forma más palmaria, requieran tal protección. Semejante categoría implica medidas asimismo singulares que la Ley establece según la naturaleza de los bienes sobre los cuales recae.

## Concepto
La declaración legal denominada « bien de interés cultural » es una figura de protección regulada por la Ley 16/1985, de 25 de junio, del Patrimonio Histórico Español. De acuerdo con las distribución competencias que establece la Constitución española, la declaración de los bienes de interés cultural corresponde al Estado sólo cuando se trata de bienes adscritos a servicios públicos gestionados por la Administración General del Estado o que formen parte del Patrimonio Nacional, o situados en Ceuta o Melilla. En los demás casos, la competencia corresponde a la comunidad autónoma.
La legislación autonómica sobre el patrimonio cultural en algunas comunidades autónomas no siempre utiliza el término de bien de interés cultural para estos bienes, y muchas admiten otras categorías de protección para bienes menos relevantes.

## Definición legal
Según prevé la propia ley, un bien de interés cultural es cualquier inmueble y objeto mueble de interés histórico, artístico, paleontológico, arqueológico, etnográfico, científico o técnico, que haya sido declarado como tal por la administración competente. También puede ser declarado como BIC el patrimonio documental y bibliográfico, los yacimientos y zonas arqueológicas, así como los sitios naturales, jardines y parques, que tengan valor artístico, histórico o antropológico.

## Categorías
La ley estatal prevé las siguientes categorías para la declaración de un bien de interés cultural:

### Bienes inmuebles
Son considerados bienes inmuebles: 

los que recoge el artículo 334 del Código Civil, y cuantos elementos puedan considerarse consustanciales con los edificios y formen parte de los mismos o de su entorno o lo hayan formado, aunque en el caso de poder ser separados constituyan un todo perfecto de fácil aplicación a otras construcciones o a usos distintos del suyo original
 (Ley 16/1985, art. 14.1).

#### Monumento histórico
Son aquellos bienes inmuebles que constituyen realizaciones arquitectónicas o de ingeniería, u obras de escultura colosal, siempre que tengan interés histórico, artístico, científico o social.

#### Jardín histórico
Es el espacio delimitado, producto de la ordenación por el hombre de elementos naturales, a veces complementado con estructuras de fábrica, y estimado de interés en función de su origen o pasado histórico, o de sus valores estéticos, sensoriales o botánicos.

#### Conjunto histórico
Es la agrupación de inmuebles que forman una unidad de asentamiento, continua o dispersa, condicionada por una estructura física representativa de la evolución de una comunidad humana por ser testimonio de su cultura o constituir un valor de uso y disfrute para la colectividad. Asimismo es Conjunto histórico cualquier núcleo individualizado de inmuebles comprendidos en una unidad superior de población que reúna esas mismas características y pueda ser claramente delimitado.

#### Sitio histórico
Se denomina sitio histórico al lugar o paraje natural, vinculado a acontecimientos o recuerdos del pasado, a tradiciones populares, creaciones culturales o de la naturaleza, y a obras del hombre, que poseen valor histórico, etnológico, paleontológico o antropológico.

#### Zona arqueológica
Es el lugar o paraje natural donde existen bienes muebles o inmuebles susceptibles de ser estudiados con metodología arqueológica, hayan sido o no extraídos y tanto si se encuentran en la superficie, en el subsuelo o bajo las aguas españolas.

### Bienes muebles
Se consideran bienes muebles: 

los susceptibles de apropiación que no sean considerados inmuebles, y en general todos los que se puedan transportar de un punto a otro sin menoscabo de la cosa inmueble a que estén unidos.
(Código Civil, artículo 335)

Los bienes muebles integrantes del Patrimonio Histórico Español podrán ser declarados de interés cultural. Tendrán tal consideración, en todo caso, los bienes muebles contenidos en un inmueble que haya sido objeto de dicha declaración y que ésta los reconozca como parte esencial de su historia.
(Ley de Patrimonio Histórico Español, artículo 27)

## Codificación
Todos los BIC cuentan con un código del tipo R.I.-XX-YYYYYYY-00000, donde los dos primeros dígitos indican el tipo de bien, y los siete siguientes son el código identificativo del mismo, siendo las cinco últimas cifras, cinco ceros de forma genérica, pudiendo cambiar para identificar partes del mismo bien.
El significado de los dos primeros caracteres es el siguiente:
- AR: Archivos.
- BI: Bibliotecas.
- MU: Museos.
- 51: Monumento.
- 52: Jardín histórico.
- 53: Conjunto histórico.
- 54: Sitio histórico.
- 55: Zona arqueológica.
- 56: Restauración arquitectónica.

Existen además bienes que no disponen de un código BIC pero que están acogidos por declaraciones genéricas, como castillos, cruceros, hórreos, etc.

## Declaración de bien de interés cultural
Conforme a lo establecido en la Ley 16/1985, para que un elemento patrimonial pase a formar parte del Registro General de Bienes de Interés Cultural, es preciso que se incoe un expediente por la administración competente, aunque puede hacerse a solicitud de entidades o particulares. Una vez incoado el expediente, se le aplica al bien patrimonial, con carácter preventivo, toda la protección jurídica prevista en las leyes.
El expediente se resuelve por acuerdo, bien del Consejo de Gobierno de la comunidad autónoma, mediante decreto (cuando tenga transferida esta competencia), bien del Consejo de Ministros a propuesta del Ministerio de Cultura, mediante real decreto.
Tienen la condición de bienes de interés cultural por ministerio de la ley los sitios con arte rupestre prehistórico, los castillos y sus ruinas, los cruceros, los hórreos o cabazos de Asturias y Galicia y los escudos de armas y rollos de justicia.

### Tramitación de la declaración de un bien como de interés cultural
La declaración de un bien como de interés cultural exige la tramitación de un expediente, que debe incluir una serie de documentos e información concreta sobre los bienes a declarar.

#### Justificación de los valores
- Valores históricos-artísticos. Se refiere al patrimonio tradicional, marcado valor de la Antigüedad.
- Valor artístico. Lo estético, es lo que define el estilo. Debemos tener un conocimiento de los estilos (como el eclecticismo, la arquitectura tradicional).
- Valor tipológico. Como elemento clasificatorio, por ejemplo, iglesias (circular, longitudinal, de salón, etc.), en el caso de las viviendas encontramos la casa tradicional cristiana o mudéjar (casa-patio) del siglo XVI-XIX, a partir de aquí surgen varios subtipos dependiendo de su organización, en el siglo XIX se distinguen las viviendas colectivas y las viviendas unifamiliares.
- Valor urbanístico. Influencia del lugar donde se sitúe, cerro, plaza, entre calles estrechas, etc. asociado al valor de imagen (añadido recientemente).
- Valor de imagen o paisajístico.
- Valor de identidad. Es un valor que ha sido añadido recientemente, se relaciona con la importancia que tiene un inmueble para una sociedad como elemento significativo e identificatorio.

#### Descripción y análisis del inmueble
Se trata de la descripción física, los materiales que utiliza, que tipología tiene, soportes, la cubrición, el espacio (ubicación de las estancias), etc. se trata de una descripción literal. Debemos tener en cuenta tres partes: la volumetría, la tipología y los materiales. 
Es necesario, además, especificar las partes del BIC y cuales son las accesorias si las tuviera.

#### Declaración del entorno
La declaración del entorno del BIC no aparecerá hasta 1985, el entorno es un ámbito de protección no solo del BIC, sino todo lo que le rodea. Precisa una justificación de los siguientes aspectos:
1. Análisis de la evolución de la zona, como ha ido funcionando y configurando.
2. Valor de la imagen. Relación que se establece entre el inmueble y los edificios adyacentes, las visuales del entorno.
3. Descripción del entorno. Descripción literal del inmueble. Numeración (manzana, parcela, calle y n.º postal).

#### Relación de bienes muebles
Los criterios de valoración han ido variando a lo largo de la historia, en un principio solo abarcaba lo destacado, luego hubo una posición de abarcarlo todo pero llevarlo a cabo era complicado, en la actualidad se ha vuelto a un valor de selección. 
Es necesario justificar los bienes que se protegen, en la actualidad casi todos los bienes muebles están en un inventario por lo que el trabajo, tanto textual como gráfico, es básicamente bibliográfico, esas fichas recogen el análisis del material, la técnica, cronología, el grado de conservación, etc. 

#### Datos de los bienes
- Datos históricos y de su época. Toda su historia y sitios históricos es una labor básicamente de documentación bibliográfica.
- Estilo. Diferenciar donde se dan los estilos en el inmuebles (ubicarlo en un contexto).
- Autor. En muchos casos el autor de la obra es desconocido.
- Bibliografía y fuentes documentales. Trabajo científico-metodológico, los libros consultados.
- Estado de la conservación. Aquí se recurre a un arquitecto (estado del edificio, prioridad de intervención, intervenciones históricas).
- El uso del inmueble.
- Observaciones.
- Análisis del planeamiento municipal territorial:
  1. Figura del planeamiento vigente.
  2. Análisis de la normativa ¿Qué establece?
  3. Propuestas de mejora de la normativa.
  4. Relación de los inmuebles afectados por el entorno.

### Consecuencias de la declaración como bien de interés cultural
La declaración no afecta a la titularidad del bien pero este queda sometido a un régimen jurídico especial:
- Requiere autorizaciones para cualquier obra o modificación (tanto en bienes inmuebles —edificios— como muebles —una pintura por ejemplo—, es decir, se necesitará autorización para restaurar una pintura y autorización para pintar la fachada de un edificio BIC).

- Está sujeto a la obligación de facilitar inspección, visita pública e investigación (si el BIC es de propiedad privada, el dueño deberá facilitar su visita determinados días al mes —normalmente 4— por ejemplo, un castillo propiedad de un conde, este deberá abrirlo al público ciertos días al mes, previamente acordados con la Administración).

- Tiene privilegios fiscales. El dueño de un BIC puede recibir ayudas para su mantenimiento, restauración, etc.

- Es inseparable de su entorno e inexportable. Ello incluye los bienes muebles (pinturas, joyas).

- En el caso de los inmuebles, puede ser obligatorio, según la comunidad autónoma, redactar un plan especial o protegerlos con cualquier otra figura del planeamiento urbanístico.
- El incumplimiento de los deberes de conservación es causa social para su expropiación, en cuyo caso el procedimiento se regirá por unos cauces específicos, especialmente en lo relativo a la tasación del BIC, que habrá de hacerse con base en una metodología específica de valoración de bienes con valor histórico artístico. Dicha metodología difiere de la tasación de inmuebles en que incluye elementos particulares de los activos culturales y permite, en consecuencia, otorgar compensaciones adecuadas a los propietarios ante la expropiación.[7]

## Bienes de interés cultural por declaración genérica
Con independencia de la declaración individual de un bien de interés cultural, existen varios casos de declaración genérica de bienes atendiendo a sus características definitorias propias, tal y como quedaron reconocidos por la ley de 1985: 

Se consideran asimismo de interés cultural y quedan sometidos al régimen previsto en la presente ley los bienes a que se contraen los decretos de 22 de abril de 1949, 571/1963 y 499/1973.

- los castillos de España por el Decreto de 22 de abril de 1949.[8]
- los escudos, emblemas, piedras heráldicas, rollos de justicia, cruces de término y piezas similares de interés histórico-artístico de más de 100 años en virtud del Decreto 571/1963.[9]
- las construcciones conocidas como hórreos o cabazos, existentes exclusivamente en los territorios de Asturias y Galicia de más de 100 años, en virtud del Decreto 449/1973.[10]
- Además, las cuevas, abrigos y lugares que contengan manifestaciones de arte rupestre, en virtud del artículo 40.2 de la Ley de Patrimonio Histórico Español.[2]

### Región de Murcia
La Ley 4/2007, de 16 de mayo, de Patrimonio Cultural de la Región de Murcia, declara asimismo genéricamente como bienes de interés cultural, con la categoría de monumento, los molinos de viento situados en la región:

(...) Asimismo, tienen la consideración de bienes de interés cultural por ministerio de la Ley, con la categoría de monumentos, los molinos de viento situados en el territorio de la Comunidad Autónoma de la Región de
Murcia.

## Normativa autonómica

### Andalucía
En 2007 se publicó la Ley 14/2007, de 26 de noviembre, del Patrimonio Histórico de Andalucía para la protección del patrimonio histórico andaluz, incluidos los bienes de interés cultural de Andalucía.

### Aragón
La Ley 3/1999, de 10 de marzo, del Patrimonio Cultural Aragonés, la comunidad autónoma de Aragón regula el régimen jurídico de los bienes de interés cultural situados en esta región. Una vez declarados como BIC por el Gobierno de Aragón, el director general responsable de Patrimonio Cultural comunicará al Registro General de Bienes de Interés Cultural de la Administración Central tal declaración, indicando la categoría a la que corresponde según la legislación del Patrimonio Histórico Español.
Se denomina bien de interés cultural del patrimonio cultural aragonés según indica la definición del artículo 12 de la ley 3/1999 de 10 de marzo del Patrimonio Cultural Aragonés, a los bienes integrantes del Patrimonio Cultural Aragonés que, por su significación e importancia, cumplen las condiciones propias de los Bienes de Interés Cultural y que serán incluidos de forma expresa en el Registro Aragonés de Bienes de Interés Cultural y forman parte del Censo General del Patrimonio Cultural Aragonés.

#### Clasificación
El artículo 12 de la Ley 3/1999, de 10 de marzo, del Patrimonio Cultural Aragonés establece una serie de categorías dentro de los Bienes de interés cultural muy similar a los indicados en la Ley 16/1985, de 25 de junio, del Patrimonio Histórico Español, aunque con alguna pequeña variación.
En el caso de los Bienes inmuebles, se establecen las siguientes categorías: 
- A) Monumento, que es la construcción u obra producto de la actividad humana, de relevante interés histórico, arquitectónico, arqueológico, artístico, etnográfico, científico o técnico, con inclusión de los muebles, instalaciones y accesorios que expresamente se señalen como parte integrante del mismo. Codificado con el 51 en la normativa estatal.
- B) Conjunto de Interés Cultural, que comprende las siguientes figuras:
  - a) Conjunto histórico, que es la agrupación continua o dispersa de bienes inmuebles, que es representativa de la evolución de una comunidad humana por ser testimonio de su cultura o de su historia, que se constituye en una unidad coherente y delimitable con entidad propia, aunque cada elemento por separado no posea valores relevantes. Codificado con el 53 en la normativa estatal.
  - b) Jardín histórico, que es el espacio delimitado que resulta de la intervención del ser humano sobre los elementos naturales, ordenándolos, a veces complementándolos con arquitectura y escultura u otras manufacturas, siempre que posea un origen, pasado histórico, valores estéticos, botánicos o pedagógicos dignos de salvaguarda y conservación. Codificado con el 52 en la normativa estatal.
  - c) Sitio histórico, que es el lugar o paraje natural vinculado a acontecimientos o recuerdos del pasado, creaciones humanas o de la naturaleza, que posean valores históricos o de singularidad natural o cultural. Codificado con el 54 en la normativa estatal.
  - d) Zona paleontológica, que es el lugar en que hay vestigios, fosilizados o no, que constituyan una unidad coherente y con entidad representativa propia. No aparece como tal en la normativa estatal.
  - e) Zona arqueológica, que es lugar o paraje donde existen bienes muebles o inmuebles susceptibles de ser estudiados con metodología arqueológica, hayan sido extraídos o no, tanto si se encuentra en la superficie, en el subsuelo o bajo la superficie de las aguas. Codificado con el 55 en la normativa estatal.
  - f) Lugar de interés etnográfico, que es aquel paraje natural, conjunto de construcciones o instalaciones vinculadas a formas de vida, cultura y actividades tradicionales del pueblo aragonés, aunque no posean particulares valores estéticos ni históricos propios. En la normativa estatal aparece como Lugar de interés etnológico.

Los bienes muebles de Interés Cultural pueden serlo de forma singular o como colección.
También los bienes inmateriales, entre ellos, las actividades tradicionales que contengan especiales elementos constitutivos del patrimonio etnológico de Aragón podrán ser declarados Bienes de Interés Cultural.
Establece dos categorías más; Bien catalogado del patrimonio cultural aragonés y Bien inventariado del patrimonio cultural aragonés.

### Asturias
También Asturias publicó su propia legislación con la Ley 1/2001, de 6 de marzo, del Patrimonio Cultural establece dos categorías más; bienes incluidos en el inventario del Patrimonio Cultural de Asturias y Bienes incluidos en los catálogos urbanísticos de protección, así como mediante la aplicación de las medidas contempladas en los regímenes específicos relativos al patrimonio arqueológico, etnográfico, histórico-industrial, documental y bibliográfico de Asturias.

### Canarias
La Ley 4/1999, de 15 de marzo, de Patrimonio Histórico de Canarias, modificada por la Ley 11/ 2002, de 21 de noviembre, de modificación de la Ley 4/1999, de 15 de marzo, de Patrimonio Histórico de Canarias, legisla en las Islas Canarias la declaración de los Bienes de Interés Cultural y establece que los yacimientos arqueológicos más importantes del archipiélago se declararán bien de interés cultural con la categoría de zona arqueológica, así como todos los sitios, lugares, cuevas, abrigos o soportes que contengan manifestaciones rupestres (artículo 62, 2 a). Por su parte, se declararán bien de interés cultural con la categoría de Bien Mueble: Todas las momias, fardos y mortajas funerarias pertenecientes a las poblaciones prehispánicas de las islas Canarias, cualesquiera que sean su actual ubicación y estado de conservación; así como todas las colecciones de cerámicas, incluidos ídolos y pintaderas, existentes en Canarias, y los utensilios líticos, objetos de piel y madera o hueso, malacológicos, los pecios y aquellos otros fabricados en materia vegetal (artículo 62, 2 b).

### Cantabria
Cantabria publicó en 1998 la Ley 11/1998, de 13 de octubre, de Patrimonio Cultural de Cantabria. Crea la categoría de Bienes Culturales Catalogados o de Interés Local y la de Bien inventariado de Cantabria que se inscriben en el Inventario General del Patrimonio Cultural de Cantabria.

### Castilla y León
Castilla y León promulgó la Ley 12/2002, de 11 de julio, de Patrimonio Cultural de Castilla y León para legislar lo relativo a bienes de interés cultural. Crea también el Inventario de Bienes del Patrimonio Cultural de Castilla y León.

### Castilla-La Mancha
En Castilla-La Mancha se rigen por la Ley 4/2013, de 16 de mayo, de Patrimonio Cultural de Castilla-La Mancha.

### Cataluña
En Cataluña la Ley 9/1993, de 30 de septiembre, del Patrimonio Cultural Catalán rige todo lo relativo a Bienes de interés cultural.
El equivalente autonómico a los Bienes de Interés Cultural en dicha Ley son los Bienes Culturales de Interés Nacional (BCIN). Crea también la categoría de Bien Cultural de Interés Local (BCIL).
Bien Cultural de Interés Nacional, abreviado BCIN, es una categoría de protección legal de los bienes más relevantes del patrimonio cultural catalán, tanto de muebles como inmuebles, otorgada por la Administración de la Generalidad de Cataluña, que lo ha inscrito en el Registro de Bienes Culturales de Interés Nacional. La mayoría de estos bienes están reconocidos como bien de interés cultural en la administración de España. Constituye la categoría superior de protección, las otras dos son el Bien Cultural de Interés Local (BCIL) y el Espacio de Protección Arqueológica (EPA).

#### Clasificación y definición
Los bienes inmuebles se clasifican en:
a) Monumento Histórico: Construcción u otra obra material producida por la actividad humana que configura una unidad singular.
b) Conjunto Histórico: Agrupación de bienes inmuebles, continua o dispersa, que constituye una unidad coherente y delimitable, con entidad propia, aunque cada uno individualmente no tenga valores relevantes. 
c) Jardín Histórico: Espacio delimitado que es fruto de la ordenación por parte del hombre de elementos naturales y que puede incluir estructuras de fábrica.
d) Lugar Histórico: Paraje natural donde se produce una agrupación de bienes inmuebles que forman parte de una unidad coherente por razones históricas y culturales a la que se vinculan acontecimientos o recuerdos del pasado o que contienen obras del hombre con valores históricos o técnicos.
e) Zona de interés etnológico: Conjunto de vestigios, que pueden incluir intervenciones en el paisaje natural, edificios e instalaciones, que contienen en su seno elementos constitutivos del patrimonio etnológico de Cataluña.
f) Zona arqueológica: Lugar donde hay restos de la intervención humana que solamente es susceptible de ser estudiado en profundidad con la metodología arqueológica, tanto si se encuentra en la superficie como si se encuentra en el subsuelo o bajos las aguas. En caso de que los bienes culturales inmuebles definidos por las letras a), b), c), d) y e) tengan en el subsuelo restos que solamente sean susceptibles de ser estudiados arqueológicamente, tendrán también la condición de zona arqueológica.
g) Zona paleontológica: Lugar donde hay vestigios fosilizados que constituyen una unidad coherente y con entidad propia, aunque cada uno individualmente no tenga valores relevantes.
Los bienes muebles pueden ser declarados de interés nacional singularmente o como colección.

#### Procedimiento de declaración
El procedimiento necesario para declarar un bien en Cataluña requiere de ciertos pasos:
1. La declaración de bienes culturales de interés nacional requiere la incoación previa de un expediente, iniciado de oficio por la Administración de la Generalidad o bien a instancia de otra Administración pública o de cualquier persona física o jurídica. Los acuerdos de no incoación serán motivados.
2. En la instrucción del expediente citado en el apartado 1 es necesario dar audiencia a los interesados. Si el expediente se refiere a bienes inmuebles, es necesario dar audiencia también al ayuntamiento correspondiente y abrir un período de información pública.
3. En el expediente al que se refiere el apartado 1 constará el informe favorable del Consejo Asesor del Patrimonio Cultural de Cataluña y también del Instituto de Estudios Catalanes o de una de las instituciones científicas, técnicas o universitarias de prestigio o competencia reconocidos que se determinen por reglamento.
4. El expediente al que se refiere el apartado 1 contendrá informes históricos, arquitectónicos, arqueológicos y artísticos, acompañados de una completa documentación gráfica, además de un informe detallado sobre el estado de conservación del bien.

### Ciudad autónoma de Ceuta
Ceuta se rige por la Ley 16/1985, de 25 de junio, del Patrimonio Histórico Español, con lo que la ciudad autónoma de Ceuta no puede declarar bien de interés cultural, sino que sigue siendo competencia de la división de Patrimonio histórico del gobierno nacional, que actúa negativamente, reduciendo al mínimo el número de BICs y negándose a inscribir bienes desde el 2004.[cita requerida]

### Comunidad Valenciana
La legislación aplicable en la Comunidad Valenciana respecto a los Bienes de Interés Cultural es la Ley 4/1998, de 11 de junio, del Patrimonio Cultural Valenciano.

### Extremadura
En Extremadura es aplicable la Ley 2/1999, de 29 de marzo, de Patrimonio Histórico y Cultural de Extremadura, la cual establece una segunda categoría a la que denomina Bien inventariado del patrimonio histórico y cultural extremeño.

### Galicia
La legislación aplicable en Galicia es la Ley 5/2016, de 4 de mayo, del patrimonio cultural de Galicia establece la categoría Bienes catalogados del patrimonio cultural de Galicia.

### Islas Baleares
En las islas Baleares se aplica la Ley 12/1998, de 21 de diciembre, del Patrimonio Histórico de las Islas Baleares.

### La Rioja
La Rioja tiene la Ley 7/2004, de 18 de octubre, de Patrimonio Cultural, Histórico y Artístico de La Rioja. Además de bien de interés cultural, establece dos categorías más: Bien Cultural de Interés Regional y Bien Cultural Inventariable.

### Comunidad de Madrid
Por su parte Madrid cuenta con la Ley 3/2013, de 18 de junio, de Patrimonio Histórico de la Comunidad de Madrid. Establece una segunda categoría denominada Bien de interés patrimonial.
Anexo:Bienes de interés cultural de la Comunidad de Madrid
Anexo:Bienes de interés cultural de la ciudad de Madrid

### Ciudad autónoma de Melilla
Melilla se rige por la Ley 16/1985, de 25 de junio, del Patrimonio Histórico Español, con lo que la ciudad autónoma de Melilla no puede declarar bien de interés cultural, sino que sigue siendo competencia de la división de Patrimonio histórico del gobierno nacional, que actúa negativamente, reduciendo al mínimo el número de BICs y negándose a inscribir bienes desde el 2004.

### Región de Murcia
Es aplicable en la Región de Murcia la Ley 3/1992, de 30 de julio, de Patrimonio de la Comunidad Autónoma de la Región de Murcia. Más recientemente la Ley 4/2007 de Patrimonio Histórico Cultural de la Región de Murcia.

### Navarra
En Navarra se aplica la Ley Foral 14/2005, de 22 de noviembre, del Patrimonio Cultural de Navarra.
De acuerdo con el art. 13 de la ley, los bienes del Patrimonio Cultural de Navarra se incluyen en las siguientes clases:
- Bienes de Interés Cultural, su declaración corresponde al Gobierno de Navarra.
- Bines Inventariados, son declarados por el órgano que corresponda del departamento competente.
- Bienes de Relevancia Local, su declaración se produce por su inclusión en los catálogos de planeamiento urbanístico.
- Bienes integrantes de la cultural popular y tradicional navarra, que constituyen el patrimonio inmaterial.

Todos estos bienes son incluidos en el Registro de Bienes del Patrimonio Cultural de Navarra, dándose traslado en el caso de los bienes de interés cultural y de los bienes inventariados a la Administración General del Estado.

### País Vasco
Lo relativo a bienes de interés cultural en el País Vasco se rige por la Ley 6/2019, de 9 de mayo, de Patrimonio Cultural Vasco, la cual sustituyó a la anterior de 1990.
De acuerdo con el art. 8 de esta ley los bienes que componen el patrimonio cultural vasco se clasifican según el nivel con que quedan protegidos:
- Bienes culturales de protección especial se aplica a los inmuebles, muebles y inmateriales más sobresalientes, se declaran mediante Decreto del Consejo de Gobierno.
- Bienes culturales de protección media se aplica a los inmuebles y muebles relevantes, se declaran mediante Orden del Consejero del departamento del Gobierno Vasco competente en la materia.
- Bienes culturales de protección básica se aplica a los inmuebles de interés cultural, su declaración se realiza mediante su inclusión en el Catálogo de Protección de los instrumentos de planeamiento urbanístico.

Los bienes culturales de protección especial y media, se inscriben en el Registro de la CAPV del Patrimonio Cultural Vasco, mientras que los bienes culturales de protección básica se inscriben en un registro específico denominado Registro de la CAPV de Bienes Culturales de Protección Básica.
Las funciones administrativas derivadas de las competencias que la ley atribuye al Gobierno Vasco se realizan a través del Centro del Patrimonio Cultural Vasco.